# Molina (Fumane)
Molina is een plaats (frazione) in de Italiaanse gemeente Fumane.